# Соболівка (зупинний пункт)
Со́болівка — пасажирська зупинна залізнична платформа Лиманської дирекції Донецької залізниці. Розташована в селищі Райгородок, Краматорський район, Донецької області. Платформа розташована на лінії Лиман — Слов'янськ між станціями Брусин (5 км) та Придонецька (1 км).
На платформі зупиняються приміські електропоїзди.